# Suillus subluteus
Suillus subluteus är en svampart som först beskrevs av Peck, och fick sitt nu gällande namn av Walter Henry Snell 1944. Suillus subluteus ingår i släktet Suillus och familjen Suillaceae.   Inga underarter finns listade i Catalogue of Life.